# Frank Albertson
Frank Albertson, född 2 februari 1909 i Fergus Falls, Minnesota, död 29 februari 1964 i Santa Monica, Kalifornien, var en amerikansk skådespelare. Han medverkade i över 190 filmer och TV-produktioner.
Albertson har en stjärna på Hollywood Walk of Fame vid adressen 6754 Hollywood Blvd.

## Filmografi i urval
- 1935 – Vid 19 år
- 1936 – Vår ungdoms hjältar
- 1938 – Panik på hotellet
- 1938 – I kväll kl 8
- 1939 – Ungkarlsmamman
- 1940 – Spöket reser hem
- 1942 – Till sista man
- 1946 – Livet är underbart
- 1947 – Tvålfagra löften
- 1958 – Det sista hurraropet
- 1960 – Psycho
- 1963 – Bye Bye Birdie